# 雲田駅
雲田駅（ウンジョンえき）は朝鮮民主主義人民共和国平安北道雲田郡にある、朝鮮民主主義人民共和国鉄道省平義線の駅である。1945年7月時点の駅名は嶺美駅（朝鮮語：영미역）であった。

## 隣の駅
朝鮮民主主義人民共和国鉄道省
平義線
孟中里駅 - 雲田駅 - 雲岩駅